# Jugez-moi coupable
Pour plus de détails, voir Fiche technique et Distribution.
Jugez-moi coupable ou Coupable ou non au Québec (Find Me Guilty) est film de procès germano-américain réalisé par Sidney Lumet et sorti en 2006.
Cette comédie dramatique narre l'interminable procès de nombreux mafieux dans les années 1980, dont Giacomo DiNorscio de la famille Lucchese.

## Synopsis
Au milieu des années 1980, Giacomo « Jackie » DiNorscio fait partie de la vingtaine d'accusés d'un procès retentissant de mafieux. Contre l'avis des autres mis en cause, Jack choisit de se défendre lui-même face à une pléthore d'accusations , afin de ne pas trahir sa « famille », la famille Lucchese. Le procès va durer deux ans : 73 chefs d'accusation, 20 accusés, 20 avocats de la défense, 12 jurés titulaires et 8 suppléants (en cas de corruption). Le volubile Jackie va rendre fou toute la salle : le juge Sidney Finestein, les avocats et les autres accusés.

## Fiche technique
- Titre original : Find Me Guilty
- Titre français : Jugez-moi coupable
- Titre québécois : Coupable ou non
- Réalisation : Sidney Lumet
- Scénario : Sidney Lumet, Robert J. McCrea et T. J. Mancini
- Musique : Jonathan Tunick
- Décors : Christopher Nowak
- Costumes : Tina Nigro
- Photographie : Ron Fortunato
- Montage : Tom Swartwout
- Production : George Zakk, Sidney Lumet, T.J. Mancini, Robert Greenhut, Vin Diesel et Bob DeBrino
- Sociétés de production : One Race Films, Yari Film Group, MHF Zweite Academy Film et Bob DeBrino Entertainment ; en association avec Syndicate Films International, Crossroads Entertainment et Three Wolves Productions
- Distribution : Yari Film Group Releasing (États-Unis), Metropolitan Filmexport (France)
- Pays de production :  États-Unis et  Allemagne
- Langue originale : anglais
- Budget : 13 millions de dollars[1]
- Format : Couleurs - 1,85:1 (VistaVision) - son Dolby Digital & DTS - 35 mm
- Genre : comédie dramatique, film de procès
- Durée : 125 minutes
- Dates de sortie :
  - États-Unis : 17 mars 2006
  - France : 13 septembre 2006

## Distribution
- Vin Diesel (VF : Thierry Mercier ; VQ : Marc-André Bélanger) : Giacomo « Jackie » DiNorscio
- Linus Roache (VF : Jean-Pierre Michaël ; VQ : Sébastien Dhavernas) : Sean Kierney (basé sur Samuel Alito)
- Ron Silver (VF : Hervé Jolly ; VQ : Jean-François Blanchard) : le juge Finestein
- Peter Dinklage (VF : François Siener ; VQ : Alain Zouvi) : Ben Klandis
- Alex Rocco (VF : Bernard Tiphaine ; VQ : Vincent Davy) : Nick Calabrese (basé sur Anthony Accetturo)
- Richard Portnow (VF : Gérard Rinaldi ; VQ : Jean-Marie Moncelet) : Max Novardis
- Raúl Esparza (VF : Marc Alfos ; VQ : Gilbert Lachance) : Tony Compagna
- Annabella Sciorra (VF : Déborah Perret ; VQ : Michèle Lituac) : Bella DiNorscio
- Jerry Adler (VF : Serge Bourrier) : Maître Rizzo
- Aleksa Palladino : Marina DiNorscio
- Terry Serpico (VF : Vincent Violette) : Michael Kerry
- Peter McRobbie (VF : Thierry Murzeau) : Peter Petraki
- Domenick Lombardozzi (VF : Jérôme Keen ; VQ : Jean-François Beaupré) : Jerry McQueen
- Frank Adonis : Phil Radda
- James Biberi : Frank Brentano
- Robert Stanton : Chris Newberger
- Josh Pais : Harry Bellman
- Frank Lentini : Charley Kraus
- Marcia Jean Kurtz : Sara Stiles
- Louis Guss : un huissier du tribunal

## Production
L'idée du film vient du scénariste T. J. Mancini, originaire du New Jersey, qui avait à l'époque suivi le procès à la télévision. Il parvient à prendre contact avec Jackie DiNorscio, incarcéré, et évoque rapidement l'idée de faire un film sur lui. Pendant trois ans, T. J. Mancini va l'interviewer avec son coscénariste Robert McCrea. Ils s'entretiennent par téléphone et finissent par obtenir son accord. Une fois libéré, Jackie DiNorscio collabore davantage avec les scénaristes.
Pour incarner Jackie DiNorscio, Sidney Lumet pensait initialement à Joe Pesci mais l'acteur a refusé. Jackie DiNorscio suggère lui-même Vin Diesel, qu'il a découvert dans Fast and Furious (2001). Pour lui ressembler, Vin Diesel doit prendre plusieurs kilos et passer des heures au maquillage.
Le tournage a lieu en 2004 à New York et dans le New Jersey (Newark, Bayonne). Jackie DiNorscio est décédé en novembre 2004 pendant le tournage du film.

## Accueil

### Critique
Le film reçoit des critiques partagées. Sur l'agrégateur Rotten Tomatoes, il récolte 62% d'opinions favorables pour 106 critiques et une note moyenne de 6⁄10. Le consensus suivant résume les critiques compilées par le site : « La longueur excessive et le récit lourd de Jugez-moi coupable l'empêchent d'atteindre son plein potentiel, mais la performance de Vin Diesel vaut la peine d'être regardée ». Sur Metacritic, il obtient une note moyenne de 65⁄100 pour 27 critiques.
En France, le film obtient une note moyenne de 3,3⁄5 sur le site AlloCiné, qui recense 18 titres de presse.

### Box-office
Le film est un échec au box-office avec à peine plus de 2 millions de dollars récoltés dans le monde, pour un budget de production de 13 millions
| Pays ou région    | Box-office     | Date d'arrêt du box-office | Nombre de semaines |
| ----------------- | -------------- | -------------------------- | ------------------ |
| États-Unis Canada | 1 173 643 $    | 4 mai 2006                 | 7                  |
| France            | 94 922 entrées |                            | -                  |
| Total mondial     | 2 636 637 $    | -                          | -                  |

## Distinctions
Le film est présenté en compétition à la Berlinale 2006. Le film est par ailleurs nommé aux Stinkers Bad Movie Awards (cérémonie parodique dans la lignée des Razzie Awards) : Jonathan Tunick remporte le prix de la musique la plus intrusive alors que Vin Diesel est nommé à la pire coiffure.

## Autour du film
Le film fait plusieurs fois référence à la loi RICO (Racketeer Influenced Corrupt Organizations) votée aux États-Unis en 1970.